# La leyenda de los Varona
La Leyenda de los Varona cuenta la historia de María Pérez de Villanañe, la "Varona de Castilla", María Varona. Esta leyenda es famosa en Soria y sus alrededores por haber sido la protagonista vencedora en un combate singular ante el rey Alfonso I de Aragón, el "Batallador".

## Descripción
El momento histórico se sitúa en el año 1109, durante las guerras entre León y Aragón. León defendía a la reina Urraca y a su heredero Alfonso VII, mientras que Aragón defendía a su rey Alfonso I.
María era viuda y tercera mujer del infante don Vela, y este era a su vez hermano de tres reyes de Aragón: Pedro I, Alfonso I y Ramiro el "Monje". Del matrimonio entre María y Vela nació Rodrigo Varona, el primero de la estirpe. María también tenía dos hermanos: Álvar Pérez y Gómez Pérez.
Los hermanos de María luchaban a favor del rey de león, Alfonso VII. Estos acudieron a Barahona para luchar dejando a María en casa. Sin embargo, esta se vistió con la armadura de la familia y acudió al combate con ellos. Tras la reyerta, María se separó del resto de las tropas y se topó inesperadamente con  Alfonso "el Batallador". María fue capaz de derrotarlo y capturarlo (en el pueblo de Villanañe puede observarse una estatua heráldica en honor a María que la representa con el yelmo en el momento en que derrotó al rey de Aragón).
Tras la batalla, Alfonso I, el rey de Aragón, le dijo admirado: "Habéis obrado, no como débil mujer, sino como fuerte varón y debéis llamaros Varona, vos y vuestros descendientes y en memoria de esta hazaña usaréis las armas de Aragón".
Parte de esta leyenda se halla recogida en la Torre de los Varona, donde ha vivido la familia de Los Varona ininterrumpidamente desde el siglo XV hasta el XIX. Miembros de este linaje se encuentran también en México, Cuba y otras partes de América. La Torre de los Varona se encuentra en Villanañe, en la provincia de Álava.
Se puede visitar, tras su restauración y musealización por la Diputación Foral de Álava.